# Чемпионат мира по лёгкой атлетике 2013 — эстафета 4×100 метров (женщины)
Соревнования в эстафетном беге 4×100 метров у женщин на чемпионате мира по лёгкой атлетике в Москве прошли на стадионе «Лужники» 18 августа 2013 года.

## Медалисты
| Золото  | Ямайка · (Карри Расселл, Керрон Стюарт, Скиллони Калверт, Шелли-Энн Фрейзер-Прайс, Шери-Энн Брукс) |
| Серебро | США · (Дженеба Тармо, Александрия Андерсон, Инглиш Гарднер, Октавиус Фримен)                       |
| Бронза  | Великобритания · (Дина Ашер-Смит, Эшли Нельсон, Аннабелль Льюис, Хейли Джонс)                      |

## Рекорды
| Мировой рекорд                 | США · (Тианна Медисон, Эллисон Феликс, Бьянка Найт, Кармелита Джетер)             | 40.82 | Лондон, Великобритания | 10 августа 2012 |
| Рекорд чемпионатов             | США · (Крист Гейнс, Марион Джонс, Ингер Миллер, Гейл Диверс)                      | 41.47 | Афины, Греция          | 9 августа 1997  |
| Лучший результат сезона в мире | США Красные · (Инглиш Гарднер, Октавиус Фримен, Эллисон Феликс, Кармелита Джетер) | 41.75 | Монако                 | 19 июля 2013    |

## Расписание
| Дата            | Время | Раунд                  |
| --------------- | ----- | ---------------------- |
| 18 августа 2013 | 16:15 | Предварительные забеги |
| 18 августа 2013 | 18:10 | Финал                  |

Время московское (UTC+4)

## Результаты

### Финал
| Место | Дорожка | Страна         | Состав                                                                  | Время | Прим. |
| ----- | ------- | -------------- | ----------------------------------------------------------------------- | ----- | ----- |
| 1     | 6       | Ямайка         | Карри Расселл, Керрон Стюарт, Скиллони Калверт, Шелли-Энн Фрейзер-Прайс | 41.29 | CR    |
| 2     | 5       | США            | Дженеба Тармо, Александрия Андерсон, Инглиш Гарднер, Октавиус Фримен    | 42.75 |       |
| 3     | 3       | Великобритания | Дина Ашер-Смит, Эшли Нельсон, Аннабелль Льюис, Хейли Джонс              | 42.87 |       |
| 4     | 1       | Германия       | Ясмин Квадво, Инна Вейт, Татьяна Пинту, Ферена Зайлер                   | 42.90 |       |
| 5     | 2       | Россия         | Ольга Белкина, Наталья Русакова, Елизавета Савлинис, Елена Болсун       | 42.93 | SB    |
| 6     | 7       | Канада         | Кристал Эммануэль, Кимберли Хьясинт, Шай-Энн Девис, Хамика Бингем       | 43.28 |       |
| —     | 4       | Франция        | Селин Дистель-Бонне, Айодель Икеусан, Мириам Сумаре, Стелла Акакпо      | DQ    |       |
| —     | 8       | Бразилия       | Эвелин Дос Сантос, Ана Клаудия Лемос, Франсела Красуки, Ванда Гомес     | DNF   |       |

CR — рекорд чемпионатов, SB — лучший результат сезона, DQ — дисквалифицирована, DNF — не финишировала